# 건담 Mk V
건담 Mk V는 (건담 마크 파이브, GUNDAM Mk V)는 소설과 모형에 의한 포토 스토리 작품『건담 센티넬』에 등장하는 가공의 병기. 지구연방군의 시작형 모빌슈트이다. (형식번호: ORX-013)

### 기체 개요
본기는 무라사메 연구소에서 오거스타 연구소로 자리를 옮긴 로렌 나카모토 박사가 개발한 사이코 건담의 소형 보급판이다. 뉴타입 능력이 낮은 일반병의 탑승을 고려한 기체로 백팩에 2기의 준사이코뮤식 원격 유도 병기 인컴 시스템을 탑재하고 있다. 이 장비는 뉴타입에 필적하는 고도의 공간인식능력을 가지고 있지 않아도 컴퓨터의 백업을 바탕으로 빔 병기가 탑재된 원격 유도 단말의 제어를 가능하게 함으로써 당시까지 뉴타입 혹은 강화 인간이 아니면 불가능했던 전방위 공격에 가까운 전법을 실현한 것이다. 물론, 풀 스펙의 사이코뮤 정도로 높은 정보의 송신은 불가능하며, 단말 제어도 2차원적인 거동이 한계였다. 또한 단말에 탑재된 빔포 자체의 위력도 그다지 높지 않아서 결정타를 가하기에는 부족했다. 하지만 적기를 사각에서 공격하는 데는 매우 유효한 병기로서 우주 전투에서는 큰 효과를 발휘한다. 배부 빔 사벨은 빔 캐논(출력 12 MW)으로도 사용 가능하며 순수 화력로 높다. 탑재된 제너레이터는 대형 모빌아머에 탑재되는 클래스로서 출력이 5,000 KW를 넘는다. 실드에 대형 스러스터가 내장되어 있어 가속시 스러스터로서 사용 가능하다. 이와 유사한 기체로 건담 TR-1［헤이즐］이 존재하지만 기술적인 연계는 불명이다. 실제 상황에서는 가속 대신 월면 강하 당시 감속용으로 이용되었다. 당시 적 모빌슈트에 의한 저격 때문에 문자 그대로 방패로서 기체를 보호하며 산산조각났다.
오거스타 연구소는 기체 개발 이전에 아나하임 일레트로닉스로부터 입수한「건담 Mk III」를 참고로「건담 Mk IV」라는 명칭의 기체를 개발, 동시에 독자적으로 개발한 인컴을 탑재해 시험 운용을 실시했다. 건담 Mk IV는 아나하임제 건담 Mk III의 발전형으로 순수한 건담 타입에 속하는 기체이다. 그에 반해 Mk IV의 후속기에 해당하는 건담 MK V는 사이코건담의 기술이 적극 도입되어 완성되었다.
동기는 3기가 제작되어 그중 1기가 에이노 제독에 의해 뉴 디사이즈측에 양도되었다. 동기는 도장 변경 후 전력으로서 투입, 에어즈시 상공에서의 전투 등에서 그 기체 능력을 유감 없이 발휘했다. 덧붙여 전용 빔 라이플은 다른 장소에서 개발되었기 때무에 뉴 디사이즈의 손에는 전달되지 않았다. 또한 에어즈 탈출시에는 손상된 인컴을 보조하기 위한 대체 무장으로서 견부에 가설식(假設式) 마이크로 미사일 발사기를 장비하고 출격했다. 그리프스 전역 종료 후, 다른 1기가 액시즈에 충성을 맹세한 로렌 나카모토 박사에 의해 액시즈로 이송되어 AMX-014 도벤울프의 원형이 되었다.

### 극중에서의 활약
주역기인 S건담의 라이벌기로서 이야기 중반에 등장한다. 우주에 녹아드는 감벽(紺碧)색의 몸체 그리고 전신에 햐얀 문신을 한 듯한 특이한 모습은 마치 귀신을 방불케한다. 뉴 디사이즈의 수령 브레이브 코드가 탑승, 신병기 인컴 시스템을 구사해 그 절대적인 전투능력을 보여준다. 월면 도시 에어즈에서의 공방전시에는 궤도 상에서 알파 임무부대의 네로 9기를 순식간에 격파하는 전과를 거둔다. 그 후 FAZZ 부대와의 교전 시에는 기체의 내 G성능을 넘는 한계 기동으로 적기를 압도. 조종계에 손상을 입으면서까지 FAZZ대를 전멸시킨다. 월면 강하시에는 무방비 상태로 Ex-S 건담에 의해 저격당하지만 놓쳐버린 실드 부스터에 빔이 명중해 위기를 넘긴다. 강하 후는 에어즈시로 단기로 돌입, 공격해 들어오는 모빌슈트를 다수 격파한다. 에어즈 함락시에는 혈로를 뚫기 위해 출격, FAZZ부대의 복수에 타오르는 Ex-S 건담과 조우한다. 코드는 인컴 대체 병기로서 장비한 마이크로 미사일 발사기를 교묘히 사용해 Ex-S 건담의 인컴을 사용 불능으로 만드는 등 압도적인 병장을 자랑하는 동기를 상대로 시종 일관 호각 이상의 전투를 전개, 동기를 압도한다. 마침내 Ex-S 건담의 무장 대부분을 파괴하고 격파 바로 전까지 몰아넣지만 Ex-S 건담에 탑재된 인공지능 시스템 ALICE의 발동에 의해 결국 격파당하고 만다.

### 비고
도벤울프의 초기고 G-V를 바탕으로 미카 아키타카가 디자인했다. 본기 등장이후, 기획단계에 해당되는 사이코건담 소형화 후속기인 G-V의 설정은 파기되었다. 참고로, ZZ 기획단계에서 G-V의 얼굴은 퀸 만사, G-V의 무기와 몸체는 도벤울프가 각각 가져갔다. 도벤울프는 디자인 최종안 투고시의 명칭이 G-V였지만 결국 수정되었다.

## 참고 문헌
- 대일본회화『건담 워즈III 건담 센티넬』(1989년 발행) ISBN 4-499-20530-1
- 대일본회화『건담 워즈II 미션 ZZ』(1987년 발행) ISBN 4-499-20526-3
- 건담 시리즈에 등장하는 병기 일람표